# 4814-es mellékút (Magyarország)
A 4814-es mellékút egy bő 33 kilométeres hosszúságú, négy számjegyű mellékút Hajdú-Bihar vármegye területén; Debrecen központjától húzódik Létavértesen át az álmosdi határátkelőhelyig.

## Nyomvonala
A 4-es főútból ágazik ki, annak a 225+150-es kilométerszelvénye közelében; ez a Debrecen belvárosát körülölelő körgyűrű délkeleti szakaszát jelenti. Vágúhíd utca néven indul, és alig több mint 300 méter után felüljárón áthalad a Budapest–Záhony-vasútvonal és a Apafa–Mátészalka-vasútvonal közös szakaszának vágányai felett. Jobbára ipari-kereskedelmi jellegű létesítmények, telephelyek közt, majd 1,7 kilométer után egy közel derékszögű irányváltással dél-délnyugati irányba kanyarodik és Diószegi út lesz a neve. Pár száz méterrel arrébb áthalad egy körforgalmon, majd visszatér a korábban követett délkeleti irányához, változatlan néven. Onnan már egyre inkább kertes, üdülőövezeti jellegű városrészek között húzódik, bő 6,5 kilométer után pedig ki is lép a lakott területek közül. A nyolcadik kilométerénél egy számozatlan önkormányzati út, a Debrecen keleti külterületeit összekötő Panoráma út keresztezi; a 9. és 11. kilométerei között a különálló Bánk városrész déli széle mellett halad el, és csak ezután, majdnem pontosan a 15. kilométerénél lép ki Debrecen határai közül.
Egy rövidke szakaszán Hosszúpályi lakatlan külterületeit is érinti, de alig 300 méter után már Monostorpályi határai között folytatódik; lakott területeket ott se nagyon érint, csak néhány tanyás jellegű lakott hely mellett vezet el. A 19. kilométerétől Létavértes külterületei közt húzódik, a település Vértes nevű részét kevéssel a 23. kilométere előtt éri el, rögtön azután, hogy (szintben, nyílt vonali szakaszon) keresztezte a Debrecen–Sáránd–Létavértes-vasútvonal nyomvonalát. Vértes házai között a Szél utca nevet viseli, így keresztezi – nagyjából 24,6 kilométer után – a 4809-es utat, amely Sárándtól Nagyléta északi széle felé húzódva, itt 19,3 kilométer megtételén van túl. 25,5 kilométer után már a 4814-es út is Nagyléta házai közé ér, ahol a Debreceni utca nevet veszi fel; a központban, 26,5 kilométer után pedig keresztezi a Vámospércs-Pocsaj közti 4807-es utat. Onnan már Kossuth utca néven halad a belterület keleti széléig, amit nagyjából 28,3 kilométer után ér el. Még a 29. kilométere előtt egy újabb elágazása következik: ott a 4806-os út torkollik bele északról; ez Vámospércstől a térség határmenti falvain, Bagaméren, Álmosdon és Kokadon át húzódik idáig.
30,3 kilométer után az út eléri Kokad déli határszélét, majd egy rövid szakaszon e község területén folytatódik, a 31+750-es kilométerszelvényétől pedig álmosdi területen folytatódik, de egyes szakaszain alig pár méterre az országhatártól. Az álmosdi határátkelőhelynél véget is ér; folytatása Románia területén a 19D útszámozást viseli, Székelyhíd (Săcueni) központjáig.
Teljes hossza, az országos közutak térképes nyilvántartását szolgáló kira.kozut.hu adatbázisa szerint 33,438 kilométer.

## Története
1988 szeptemberében kezdték el építeni a Bánk és Létavértes közötti szilárd burkolatú útszakaszt, ami 1989 decemberére készült el. A beruházás 46,5 millió forintba került. Az új úttal Debrecen és Létavértes távolsága közúton hat kilométerrel lett rövidebb.
A Kartográfiai Vállalat 1990-ben megjelentetett Magyarország autóatlasza a Debrecen-Bánk közti szakaszát kiépített, pormentes útként szerepeltette, folytatását Vértesig – a fentebb írottak ellenére – még akkor is csak földútként jelölte, onnan tovább az országhatárig jobbára portalanított útként tüntette fel.
2004 júliusában átadták a Létavértes–Székelyhíd határátkelőhelyet. Ezzel a két település közötti távolság kb. 100 km-rel lett rövidebb.

## Települések az út mentén
- Debrecen
- (Hosszúpályi)
- (Monostorpályi)
- Létavértes
- (Kokad)
- (Álmosd)